# Les Hunt
Leslie Allan Hunt (Schreiber, 11 aprile 1937 – Thunder Bay, 6 novembre 2013) è stato un hockeista su ghiaccio canadese.

## Carriera
Hunt iniziò la propria carriera hockeistica nel 1957 con i Seattle Americans, formazione della Western Hockey League; rimase con la squadra anche negli anni successivi dopo il cambio di nome in Seattle Totems e vinse la Lester Patrick Cup nella stagione 1958-59.
Nel 1961 fu coinvolto in uno scambio di mercato e i suoi diritti passarono dai Detroit Red Wings ai New York Rangers tuttavia non riuscì mai a esordire in National Hockey League.  Dopo una breve esperienza con i Los Angeles Blades Hunt si trasferì ai Vancouver Canucks, formazione con cui rimase fino al 1965. Nelle due stagioni successive restò sempre nella WHL vestendo nuovamente le maglie di Seattle e Vancouver.
Hunt nell'estate del 1967 fu selezionato durante l'NHL Expansion Draft dai Pittsburgh Penguins, una delle nuove sei squadre della NHL, tuttavia giocò solo in American Hockey League con il farm team dei Baltimore Clippers. Concluse la propria carriera pochi anni più tardi dopo aver giocato per i San Diego Gulls in WHL e i Fort Wayne Komets in International Hockey League.

## Palmarès

### Club
- Lester Patrick Cup: 1

Seattle: 1958-1959